# Premi Tomalla
El Premi Tomalla (en alemany: Tomalla-Preis) és un premi de ciències atorgat per la Fundació Tomalla en la gravetat i la relativitat general.
El premi homenatja a Walter Tomalla, comerciant i doctor en enginyeria de Basilea, que en el seu testament de 1982 va fundar la Tomalla Foundation for Gravity Research, destinada a patrocinar investigacions sobre gravitació. La fundació també ofereix beques i altres fons financers per a la investigació sobre la gravitació.

## Premiats
Llista de guardonats amb el premi Tomalla:
1981
Subrahmanyan Chandrasekhar
1984
Andrei Sakharov - per la seva contribució fonamental al problema de la matèria - antimatèria a l'Univers i les seves noves idees sobre la gravetat en un nivell fonamental (la gravetat induïda).
1987
Joseph Hooton Taylor
1993
Allan Rex Sandage
1996
Werner Israel
2000
Gustav Andreas Tammann - pels seus esforços en el mesurament de la taxa d'expansió de l'univers i sobretot pel seu treball pioner emprant supernoves com a candeles estàndard.
2003
James Peebles
2008
Demetrios Christodoulou
2009
Viatcheslav Mukhanov - per les seves contribucions a la inflació còsmica i, especialment, per a la determinació de la densitat de l'espectre de pertorbació de la inflació.
Alexei Starobinski - per les seves contribucions pioneres a la inflació còsmica i, especialment, per a la determinació de l'espectre de les ones gravitacionals generades durant la inflació.
2013
Scott Tremaine - per la seva contribució a la dinàmica gravitacional.
2016
Kip Thorne